# Dolihol O-aciltransferaza
Dolihol O-aciltransferaza (EC 2.3.1.123, acil-KoA:dolihol aciltransferaza) je enzim sa sistematskim imenom palmitoil-KoA:dolihol O-palmitoiltransferaza. Ovaj enzim katalizuje sledeću hemijsku reakciju:
palmitoil-KoA + dolihol {\displaystyle \rightleftharpoons } KoA + dolihil palmitat
Drugi acil-KoA molekuli takođe mogu da deluju, mada sporije. Alfa-zasićeni doliholi se aciluju brže od alfa-nezasićenih analoga.

## Literatura
- Nicholas C. Price; Lewis Stevens (1999). Fundamentals of Enzymology: The Cell and Molecular Biology of Catalytic Proteins (Third изд.). USA: Oxford University Press. ISBN 019850229X.
- Eric J. Toone (2006). Advances in Enzymology and Related Areas of Molecular Biology, Protein Evolution (Volume 75 изд.). Wiley-Interscience. ISBN 0471205036.
- Branden C; Tooze J. Introduction to Protein Structure. New York, NY: Garland Publishing. ISBN 0-8153-2305-0.
- Irwin H. Segel. Enzyme Kinetics: Behavior and Analysis of Rapid Equilibrium and Steady-State Enzyme Systems (Book 44 изд.). Wiley Classics Library. ISBN 0471303097.

## Spoljašnje veze
- Dolichol+O-acyltransferase на 